# Scissurellidae
Scissurellidae is een familie van weekdieren uit de klasse van de Gastropoda (slakken).

## Geslachten
- Coronadoa Bartsch, 1946
- Incisura Hedley, 1904
- Satondella Bandel, 1998
- Scissurella d'Orbigny, 1824
- Sinezona Finlay, 1926
- Sukashitrochus Habe & Kosuge, 1964